# Stereolithografie

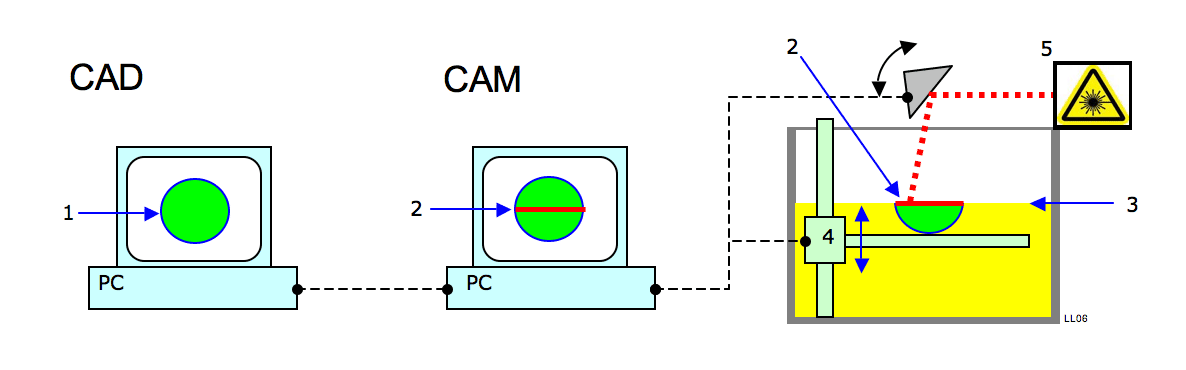
Variant A van het stereolithografieproces. (1): Een CAD model. (2): Dit wordt opgedeeld in dunne schijfjes (STL-bestand). (3): Een gepolymerialiseerde laag. (4): Platform. (5): Laser.

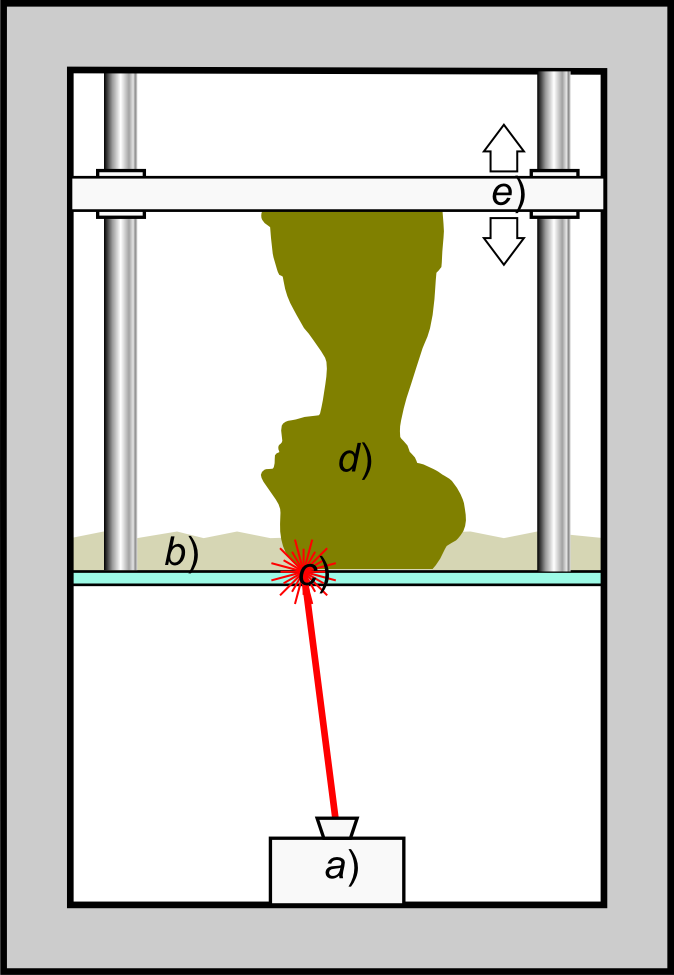
Variant B van het stereolithografieproces. Een laser (DLP) a) straalt door de transparante bodem c) van een vat b) gevuld met een onder invloed van licht polymeriserende hars. De geharde hars d) wordt langzaam omhoog getrokken door e).

Stereolithografie is een vrij algemene toegepast ‘Rapid Prototyping’ vormgeefproces. Via stereolithografie kunnen rechtstreeks modellen uit kunststof worden gemaakt, naar model van een CAD-file.

## Kenmerk
Het kenmerk van het stereolithografieproces is dat door een laagsgewijze polymerisatie van een vloeistof er een vorm wordt gecreëerd.

## Begrippen
- SLA staat voor: StereoLithography Apparatus. (Stereolithografie-apparaat).
- SLS staat voor: Selective Laser Sintering (Sinteren).

## Proces
Het 3D-printen gebeurt doordat een laserstraal laag per laag de oppervlakte van een vloeibare kunststof (kunsthars) verhardt. Waar de laserstraal de vloeistof raakt, treedt de verharding in werking. 
Variant A: wanneer een laag is afgewerkt, zakt het object – dat op een platform staat – een fractie van een millimeter dieper in het bassin.
Variant B: wanneer een laag is afgewerkt wordt het object – dat aan een platform hangt – een fractie van een millimeter omhooggetrokken.
Het 3D-object wordt gevormd door de verschillende lagen, die telkens miniem van elkaar verschillen, boven op elkaar te verharden.

## Toepassing
Stereolithografie wordt vaak toegepast om vroeg in het ontwerpproces, vanuit het 3D-CAD model, een fysiek model te maken. Hierdoor kan het model al in een vroeg stadium beoordeeld worden.
Doordat het stereolithografieproces steeds efficiënter plaatsvindt dalen de kosten. Hierdoor wordt het vooral bij kleine series steeds meer toegepast.
Een ander toepassing is het gebruik in het afgietproces. Met behulp van het stereolithografieproces kan vrij eenvoudig een product worden gemaakt. Dit product kan dan via het afgietproces in een ander materiaal gekopieerd worden (aluminium, brons, siliconen).

## Geschiedenis
De term “stereolithography” was voor het eerst, in 1984, gebruikt door Charles (Chuck) W. Hull.

## Referentie
1. ↑  U.S. Patent 4,575,330 (“Apparatus for Production of Three-Dimensional Objects by Stereolithography”)